# ナミカンムリトカゲ
ナミカンムリトカゲ（並冠蜥蜴、Laemanctus longipes）は、爬虫綱有鱗目イグアナ科（バシリスク科とする説もあり）カンムリトカゲ属に分類されるトカゲ。カンムリトカゲ属の模式種。

## 分布
グアテマラ、ニカラグア、ベリーズ、ホンジュラス、メキシコ

## 形態
全長60cm。体色は鮮やかな緑色。体形は細い。
後頭部に突起があり、冠や角の様に見えることが和名や英名の由来と思われる。この突起にはカンムリトカゲ属のノコヘリカンムリトカゲと違い、鋸状の突起は見られない。種小名longipesは「長い足」の意で、名前の通り四肢は長く樹上での生活に適している。尾は非常に長い。

## 亜種
- Laemanctus longipes deborrei　Boulenger, 1877
- Laemanctus longipes longipes　Wiegmann, 1834
- Laemanctus longipes waltersi　Schmidt, 1933

## 生態
熱帯雨林に生息する。樹上性で野生では滅多に地上に降りないとされる。
食性は動物食で、昆虫類、節足動物、小型爬虫類等を食べる。
繁殖形態は卵生。

## 人間との関係
ペット用として流通されることがあり、日本にも輸入されている。主に野生個体が流通する。どの亜種が流通しているかは不明。高さのあるケージに止まり木や観賞植物を組み合わせたテラリウムで飼育される。